# South Eastern Freeway
Der South Eastern Freeway ist ein Fernverkehrsstraße im Südosten des australischen Bundesstaates South Australia. Er verbindet den Adelaide-Crafers Highway in Crafers mit dem Princes Highway bei Swanport am Murray River. Der Adelaide-Crafers Highway geht nahtlos in den South Eastern Freeway über, ohne dass Schilder darauf gesondert hinweisen. Daher werden sie auch von Südaustraliern oft als eine einzige Autobahn angesehen und meist nur The Freeway genannt, da dies der erste und bis heute längste Freeway in South Australia ist. Er ist Teil des nationalen Highway-Netzes und der Verbindung Adelaide–Melbourne und ist als Nationalstraße M1 nummeriert.

## Geschichte
Vor dem Bau des ersten Freeways in den 1960er-Jahren floss der gesamte Verkehr von Adelaide in den Südostteil von South Australia und in den Nachbarstaat Victoria über eine zweispurige Straße, die in der ersten Hälfte des 20. Jahrhunderts entstanden war. Der Bevölkerungszuwachs in Adelaide sorgte für zunehmende Staus auf dieser Strecke und so wurde, auch aus Sicherheitsgründen, ein Neubau notwendig. Die Planungen begannen 1962 und sahen als Startpunkt Crafers vor, namentlich auf Grund der hohen Kosten eines Neubaus der Mount Barker Road (von Adelaide nach Crafers).
Baubeginn war 1965 in Crafers. Der erste Bauabschnitt mit der Fahrbahn Richtung Osten wurde 1967 eröffnet, der zweite mit der Fahrbahn Richtung Westen 1969.
Die Eröffnung des neuen Highways ließ die Auslastung der längeren Eisenbahnverbindung Bridgewater Railway Line so stark fallen, dass 1987 der Personenverkehr auf dieser Strecke aufgegeben werden musste.
Der Freeway führt an vielen Städten vorbei, die früher am zweispurigen Princes Highway lagen:
- Murray Bridge
- Monarto
- Callington
- Kanmantoo
- Nairne
- Littlehampton
- Mount Barker
- Hahndorf
- Verdun
- Bridgewater
- Aldgate
- Stirling
- Crafers

## Anschlüsse
Das nordwestliche Straßenende geht nahtlos in den Adelaide-Crafers Highway über, der seit 2000 die schmale, gewundene Mount Barker Road durch die Adelaide Hills ersetzt.
Das südöstliche Straßenende bei Murray Bridge leitet in die Swanport Bridge, eine 1 km lange, zweispurig ausgebaute Brücke über den Murray River über, an die der Princes Highway – wieder vierspurig – Richtung Tailem Bend anschließt. Ab dort führt der National Highway 1 als zweispurige Touristenstraße durch die Küstenorte in South Australia und Victoria, bis nach Melbourne, weiter. Der schnellere Weg von Tailem Bend nach Melbourne ist aber der Dukes Highway (NA8) und seine Fortführung in Victoria, der Western Highway (NA8)

## Ausfahrten und Kreuzungen
| South Eastern Freeway Princes Highway                         |                        |                                                            |
| Ausfahrten Richtung Südosten                                  | Entfernung von Crafers | Ausfahrten Richtung Nordwesten                             |
| Weiter vom Adelaide-Crafers Highway als South Eastern Freeway | 0 km                   | weiter als Adelaide-Crafers Highway zur , und              |
| Crafers, Mount Lofty Mount Lofty Tourist Drive Summit Road    | 0 km                   | Crafers, Mount Lofty Mount Lofty Tourist Drive Summit Road |
| Stirling, Aldgate Mount Barker Road                           | 1,2 km                 | Stirling, Aldgate Mount Barker Road                        |
| Bridgewater Bridgewater Road                                  | 5,8 km                 | Bridgewater Bridgewater Road                               |
| ADELAIDE-WOLSELEY RAILWAY                                     | 7,0 km                 | ADELAIDE-WOLSELEY RAILWAY                                  |
| Hahndorf, Verdun Mount Barker Road                            | 8,8 km                 | 'keine Ausfahrt'                                           |
| Mount Barker, Littlehampton, Strathalbyn Adelaide Road        | 17,0 km                | Mount Barker, Littlehampton, Strathalbyn North Terrace     |
| Callington Callington Road                                    | 37,7 km                | Callington Callington Road                                 |
| Monarto Zoological Park Ferries McDonald Road                 | 46,2 km                | Monarto Zoological Park Ferries McDonald Road              |
| Murray Bridge, Whites Hill Princes Highway                    | 55,5 km                | 'keine Ausfahrt'                                           |
| Murray Bridge, Swanport, Wellington Swanport Road             | 66,0 km                | Murray Bridge, Swanport, Wellington Flagstaff Road         |
| Ende South Eastern Freeway weiter als Princes Highway zur und | 66,0 km                | Beginn South Eastern Freeway weiter vom Princes Highway    |